# Sérénade pour un cerveau musicien
Sérénade pour un cerveau musicien est un livre du neurologue français Pierre Lemarquis publié par les éditions Odile Jacob le 29 octobre 2009. Il s’agit d’un ouvrage relatant les interactions entre le cerveau et la musique. L’auteur nous présente le cerveau musical et ses possibilités de plasticité, donne des arguments en faveur de sa primauté sur le langage, parle des effets de la musique sur notre cerveau, sur nos comportements, notre humeur et les interactions sociales. Il développe l'idée de la musique comme possible "braise de résilience" chez l'âgé. Le terme de sérénade vient de la pièce musicale éponyme qui est jouée en soirée en l’honneur de quelqu’un, en l’occurrence les Beatles et Mozart à qui le livre est dédicacé.
L’ouvrage comprend cinq parties, chacune nommée mouvement, en hommage à la petite musique de nuit de Mozart, qui est une sérénade en quatre parties, la cinquième ayant été perdue, arrachée par une main anonyme.

## Synopsis
L’auteur se base sur des découvertes scientifiques, des anecdotes historiques ou encore des scènes de film ou de théâtre pour analyser l’impact de la musique. 
Ainsi l’auteur va entre autres nous expliquer pourquoi la musique était capitale dans le théâtre grec, pourquoi un sujet atteint de la maladie d’Alzheimer se souvient de certains morceaux marquant de sa jeunesse, ou encore comment le castrat Farinelli pouvait, par le seul pouvoir de son chant, provoquer des orgasmes. 
La quatrième de couverture se présente ainsi :
Comment la musique stimule-t-elle notre cerveau ? Édith Piaf et Louis Armstrong peuvent-ils nous aider à supprimer les effets du temps et à combattre le vieillissement ? De quelle manière Mozart, ou un riff de guitare électrique, agit-il sur notre mémoire ?
Pour Pierre Lemarquis, la musique existe avant le langage et lui survit dans notre cerveau. Née des émotions, elle module notre humeur, développe nos compétences, renforce les liens sociaux et peut même provoquer des orgasmes ! 
Amateurs ou professionnels, et quel que soit notre âge, nous possédons tous un cerveau musical qui ne demande qu’à nous aider au cours de notre existence. Tentons de mieux le connaître, et apprenons à le développer !

## Pierre Lemarquis
Présentation de l’auteur sur la quatrième de couverture : 
Neurologue, neurophysiologiste, neuropharmacologue, Pierre Lemarquis est membre de la Société française de neurologie, membre de la Société de neurophysiologie de langue française et membre de l’Académie des sciences de New York. Il participe à l'enseignement du diplôme d'éthologie de l'université de Toulon-La Garde.
L’auteur fait aussi partie des conférenciers du festival de musique classique de Santa Reparata (Corse) ainsi que du groupe de recherche sur "Résilience et Personne Âgée" animé par Boris Cyrulnik et de l'association "whales whisperers" qui étudie les interactions entre la musique et les cétacés.

## Anecdotes
Le livre porte la mention « ouvrage présenté par Boris Cyrulnik »
L’auteur a une solide formation musicale, il a été  membre de la Manécanterie des Petits chanteurs à la croix de Lorraine (Emile et Bruno Fontaine), à Antibes, il suivait des cours d’orgue à la cathédrale avec Germain Desbonnet et il a été organiste à Notre Dame de la Pinède à Juan-les-Pins.
Pierre Lemarquis a passé des diplômes annexes en Médecine de plongée, acupuncture et médecine chinoise et sexologie.